# لویمی (بازیکن فوتبال، زاده ۱۹۸۳)
لویمی (انگلیسی: Luismi؛ زادهٔ ۱۸ ژوئیهٔ ۱۹۸۳) بازیکن فوتبال اهل اسپانیا است.
از باشگاه‌هایی که در آن بازی کرده‌است می‌توان به باشگاه فوتبال لوگو، باشگاه فوتبال اسپانیول، باشگاه فوتبال دپورتیوو آلاوس، باشگاه فوتبال رئال مورسیا، باشگاه فوتبال آلباسته بالومپیه، و باشگاه خیمناستیک تاراگونا اشاره کرد.